# Finneytown (Ohio)
Finneytown es un lugar designado por el censo ubicado en el condado de Hamilton en el estado estadounidense de Ohio. En el Censo de 2010 tenía una población de 12741 habitantes y una densidad poblacional de 1.212,55 personas por km².

## Geografía
Finneytown se encuentra ubicado en las coordenadas 39°12′57″N 84°30′52″O / 39.21583, -84.51444. Según la Oficina del Censo de los Estados Unidos, Finneytown tiene una superficie total de 10.51 km², de la cual 10.51 km² corresponden a tierra firme y (0%) 0 km² es agua.

## Demografía
Según el censo de 2010, había 12741 personas residiendo en Finneytown. La densidad de población era de 1.212,55 hab./km². De los 12741 habitantes, Finneytown estaba compuesto por el 61.66% blancos, el 33.69% eran afroamericanos, el 0.1% eran amerindios, el 1.42% eran asiáticos, el 0.1% eran isleños del Pacífico, el 0.75% eran de otras razas y el 2.28% pertenecían a dos o más razas. Del total de la población el 1.89% eran hispanos o latinos de cualquier raza.